# Шастель, Луи Пьер Эмэ
Луи Пьер Эме Шастель (фр. Louis Pierre Aimé Chastel; 1774—1826) — французский военный деятель, дивизионный генерал (1812 год), барон Империи (1808 год), участник революционных и наполеоновских войн.

## Биография
Начал службу 13 августа 1792 года в легионе Аллоброгов. Воевал на юге Франции под началом генерала Дюмурье, участвовал в осаде Тулона, Итальянской и Египетской кампаниях Бонапарта, где он обнаружил Дендерский зодиак.
29 октября 1803 года произведён в  майоры 24-го драгунского полка, и принял участие в кампании 1805 года, отличился в сражении при Аустерлице.
18 декабря 1805 года был переведён в полк конных гренадер гвардии, в котором провёл следующие семь лет. В 1811 стал бригадным генералом.
26 апреля 1812 года был произведён в дивизионные генералы. Участвовал в Русской кампании, командовал 3-й дивизией лёгкой кавалерии 3-го  кавалерийского корпуса Великой Армии.
28 марта 1814 года возглавил кавалерию в корпусе генерала Компана. При первой реставрации оставался без служебного назначения.
После возвращения Наполеона с Эльбы, 31 марта 1815 года возглавил 2-ю дивизию Северного наблюдательного корпуса; в июне - 10-ю дивизию во 2-м кавалерийском корпусе.
После второй реставрации Бурбонов эмигрировал в Швейцарию, в 1818 году был определён в резерв и в 1825 году вышел в отставку.

## Воинские звания
- Лейтенант (25 января 1794 года);
- Капитан (июнь 1794 года);
- Командир эскадрона (4 февраля 1802 года);
- Майор (29 октября 1803 года);
- Полковник-майор гвардии (18 декабря 1805 года);
- Полковник гвардии (16 февраля 1807 года);
- Бригадный генерал (6 августа 1811 года);
- Дивизионный генерал (26 апреля 1812 года).

## Титулы
- Барон Шастель и Империи (фр. baron Chastel et de l'Empire; декрет от 19 марта 1808 года, патент подтверждён в мае 1808 года)[1].

## Награды
Легионер ордена Почётного легиона (25 марта 1804 года)
 Офицер ордена Почётного легиона (16 октября 1808 года)
 Коммандан ордена Почётного легиона (13 ноября 1813 года)